# Fay Holden
Pour les articles homonymes, voir Holden.
Fay Holden est une actrice britannique, née Dorothy Fay Hammerton le 26 septembre 1893 à Birmingham (Angleterre), morte le 23 juin 1973 à Los Angeles (Californie).

## Biographie
Elle débute au théâtre dans son pays natal puis, installée définitivement aux États-Unis vers la fin des années 1920, joue à Broadway (New York) dans deux pièces (en 1927 et 1929), le tout sous le premier pseudonyme de Gaby Fay.
Au cinéma, elle contribue à quarante-six films américains, les deux premiers sortis en 1935 et 1936, sous le pseudonyme pré-cité, avant d'adopter celui de Fay Holden. En particulier, elle participe à treize films (sur seize, majoritairement réalisés par George B. Seitz) de la série cinématographique consacrée à Andy Hardy (André Hardy en français, joué exclusivement par Mickey Rooney), où elle personnifie la mère Emily Hardy, aux côtés de Lewis Stone (les douze premiers) dans le rôle du père James K. Hardy. Citons L'amour frappe André Hardy (1938) et La vie commence pour André Hardy (1941), tous deux avec Judy Garland et Ann Rutherford.
Après un avant-dernier film sorti en 1950 — Le Chevalier de Bacchus de Norman Krasna, avec Van Johnson et Elizabeth Taylor —, elle revient une ultime fois à l'écran dans Andy Hardy Comes Home (dernier film de la série des André Hardy), sorti en 1958, puis se retire.
Parmi ses autres films notables, mentionnons Amants de W. S. Van Dyke (1938, avec Nelson Eddy et Jeanette MacDonald), Souvenirs de King Vidor (1941, avec Hedy Lamarr et Robert Young), Le Passage du canyon de Jacques Tourneur (1946, avec Dana Andrews et Susan Hayward), ou encore Samson et Dalila de Cecil B. DeMille (1949, avec Victor Mature et Hedy Lamarr dans les rôles-titre).

## Théâtre (sélection)
- 1922-1923 : Ambrose Applejohn's Adventure de Walter Hackett (à Bristol)
- 1927 : Murray Hill de Leslie Howard, avec Genevieve Tobin, Leslie Howard
- 1929 : Dinner is served de (mise en scène par) et avec Alan Mowbray

## Filmographie partielle

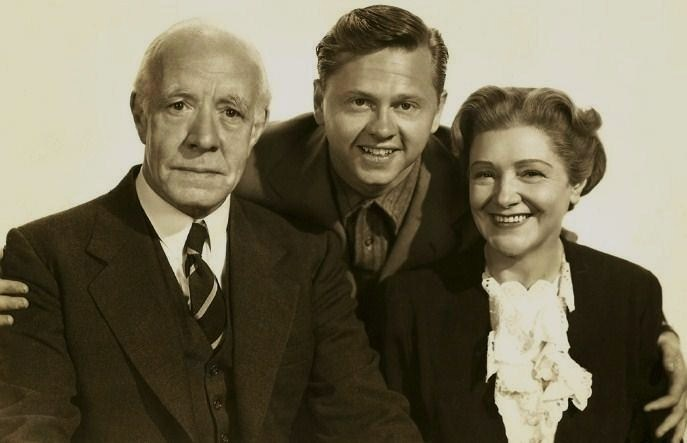
De g. à d. : Lewis Stone, Mickey Rooney et Fay Holden, dans L'amour frappe André Hardy (1938, photo promotionnelle)

- 1936 : Sa vie secrète (I Married a Doctor) d'Archie Mayo (créditée Gaby Fay)
- 1936 : Wives Never Know d'Elliott Nugent
- 1936 : The White Angel de William Dieterle : la reine Victoria
- 1937 : L'Homme qui terrorisait New York (King of Gamblers) de Robert Florey
- 1937 : La Loi du milieu (Internes Can't Take Money) d'Alfred Santell
- 1937 : La Famille Hardy en vacances (You're Only Young Once) de George B. Seitz
- 1937 : Guns of the Pecos (en) de Noel M. Smith
- 1937 : Bulldog Drummond s'évade (Bulldog Drummond Escapes) de James P. Hogan
- 1937 : Âmes à la mer (Souls at Sea) d'Henry Hathaway
- 1937 : Exclusive d'Alexander Hall
- 1938 : L'amour frappe André Hardy (Love Finds Andy Hardy) de George B. Seitz
- 1938 : Hold That Kiss d'Edwin L. Marin
- 1938 : Pilote d'essai (Test Pilot) de Victor Fleming
- 1938 : Love Is a Headache de Richard Thorpe
- 1938 : Amants (Sweethearts) de W. S. Van Dyke
- 1939 : André Hardy millionnaire (The Hardys Ride High) de George B. Seitz
- 1939 : André Hardy s'enflamme (Andy Hardy Gets Spring Fever) de W. S. Van Dyke
- 1939 : André Hardy détective (Judge Hardy and Son) de George B. Seitz
- 1939 : Au service de la loi ou Une forte tête (Sergeant Madden) de Josef von Sternberg
- 1940 : André Hardy va dans le monde (Andy Hardy Meets Debutante) de George B. Seitz
- 1940 : Chante mon amour (Bitter Sweet) de W. S. Van Dyke
- 1941 : Souvenirs (H.M. Pulham, Esq.) de King Vidor
- 1941 : Washington Melodrama de S. Sylvan Simon
- 1941 : La vie commence pour André Hardy (Life Begins for Andy Hardy) de George B. Seitz
- 1941 : La Danseuse des Folies Ziegfeld (Ziegfeld) de Robert Z. Leonard
- 1941 : Les Oubliés (Blossoms in the Dust) de Mervyn LeRoy
- 1941 : I'll Wait for You de Robert B. Sinclair
- 1942 : André Hardy fait sa cour (The Courtship of Andy Hardy) de George B. Seitz
- 1942 : La Double Vie d'André Hardy (Andy Hardy's Double Life) de George B. Seitz
- 1944 : André Hardy préfère les brunes (Andy Hardy's Blonde Trouble) de George B. Seitz
- 1946 : Peines de cœur (Love Laughs at Andy Hardy) de Willis Goldbeck
- 1946 : Le Passage du canyon (Canyon Passage) de Jacques Tourneur
- 1946 : Little Miss Big d'Erle C. Kenton
- 1948 : Smith le taciturne (Whispering Smith) de Leslie Fenton
- 1949 : Samson et Dalila (Samson and Delilah) de Cecil B. DeMille
- 1950 : Le Chevalier de Bacchus (The Big Hangover) de Norman Krasna
- 1956 : Les Dix Commandements (The Ten Commandments) de Cecil B. DeMille
- 1958 : Le Retour d'André Hardy (Andy Hardy Comes Home) de Howard W. Koch